# Australian Draught
Australian Draught (även Australiskt kallblod) är en kraftig hästras av kallblodstyp som utvecklats i Australien med hjälp av importerade kallblodsraser från Europa. Rasen är mycket stark och med ett lugnt temperament och även om de främst används inom olika shower och utställningar så är de populära som arbetshästar inom mindre jordbruk i Australien. Idag registreras olika sorters korsningar mellan olika europeiska kallblodsraser vilket gör att den australiska kallblodshästen främst är en typ av häst och inte en helt egen hästras. 

## Historia
Den australiska kallblodshästen har sitt ursprung i tyngre raser som importerades till Australien av nybyggare under 1820-talet. Främst importerades brittiska kallblod som Clydesdale, Shirehästar och Suffolk Punch men även franska Percheronhästar och olika sorters tyngre varmblodshästar som t.ex. engelska och holländska körhästar. Även belgiska kallblodshästar som Ardenner och Brabanthästar har importerats men dock i mycket mindre skala. För att dessa hästar skulle anpassa sig till det mycket varmare och torrare klimatet blandades säkerligen även en del lättare hästraser in i de tyngre kallbloden. 
Efter importerna skedde den främsta uppfödningen av dessa tyngre hästar i nuvarande Tasmanien som då kallades Van Diemen's Land. "Van Diemen's Land Company" var den organisation som kontrollerade aveln. Organisationen importerade även fler kallblodshästar, då främst den engelska Shirehästen som sedan såldes till flera olika delar av Australien. 
Ända fram tills på 1850-talet användes främst oxar inom jordbruken men utvecklingen av jordbruk och den stora guldrushen i Australien ledde till att oxarna ersattes med de snabbare och mer flexibla hästarna som användes både som körhästar och inom jordbruket. Shirehästarna var överlag mest populära i Australien, men Clydesdalehästarna blev mycket populära i delstaten Victoria och i New South Wales föredrog man Suffolk Punch-hästarna. I Maryvale i delstaten Queensland startades därför ett stuteri år 1885 där man avlade fram tyngre arbetshästar genom att korsa dessa olika raser för att på så sätt få fram hästar som passade alla olika sorters jordbruk över hela Australien. Dessa hästar skulle sedan användas för att utveckla kommunikationerna i landet då de användes för att bygga järnvägar och skövla skog för att starta fler jordbruk. 
Under 1920-talet började dock de tyngre hästarna att ersättas med traktorer på jordbruken men blev åter igen populära under den stora depressionen på 1930-talet. Men redan på 1950-talet hade traktorerna nästan helt ersatt arbetshästen. Många av de brittiska hästraserna korsades med varandra och med lättare hästar då man inte längre hade någon användning för dem i jordbruket. För att hålla aveln under kontroll och se till att tyngre hästar inte försvann helt från Australien startades "The Australian Draught Horse Stud Book" år 1979. Det var en stambok där man kunde registrera alla slags tyngre hästar som inte var bevisade renrasiga kallblod. En standard bestämdes för att få ett mer enhetligt utseende. 
Idag registreras för det mesta korsningar mellan några av de fyra raserna, Clydesdale, Shirehäst Suffolk Punch och Percheron, men även Ardenner. Vanligast syns dessa hästar i olika uppvisningar där de visas framför vagn, under sadel och för hand eller tävlar i plöjning men de används även fortfarande i liten skala bland bönder med mindre jordbruk. Trots att olika korsningar är tillåtna avlar de flesta uppfödare efter en strikt standard där fokusen ligger på en arbetshäst av hög kvalitet.

## Egenskaper
Australian Draught-hästarna är oftast resultat av korsningar mellan grundraserna Percheron, Clydesdale, Shirehäst, Suffolk Punch eller Ardenner vilket gör att utseendet kan variera ganska kraftigt hos denna häst som mer är en typ av häst, född i Australien än en riktig hästras. Men för att få registreras krävs det att hästen följder den bestämda standarden och de måste klassificeras av en jury. Är de godkända märks de på höften med ADH (Australian Draught Horse). De hästar som har inkorsningar av lättare raser kallas Part-draughts och är då lättare i typen och mer lämpade för ridning eller körning.
Hästarna är tyngre och kraftigare kallblodshästar med en mycket kompakt och muskulös kroppsbyggnad. Huvudet är medelstort med en bred panna, klara ögon och små men rörliga öron. Halsen är proportionerlig och bogen är väl utvecklad. Bröst och länderna är breda och frambenen är mycket välformade och relativt lång i jämförelse med många andra kallblod. Kraftigt hovskägg är vanligt. Hästarna har mycket goda rörelser med en mycket flytande skritt och en utmärkt trav. Hästarna är uthålliga och arbetsvilliga och är kända för sin intelligens och för sin vänlighet mot människor. 
Hästarna förekommer i alla hela färger. Stora vita tecken i ansikte eller på benen är inte önskvärda hos hästarna. Vite tecken på benen får inte överstiga knäna. Hästarna blir ca 160-175 cm i mankhöjd och kan väga upp till 900 kilo. Hästarna används främst som körhästar eller inom uppvisningar men även bland mindre jordbruk och de har även blivit populära inom skogsbruket då de kan ta sig fram på svåråtkomlig mark utan att göra större skada. 